# Церковь Пресвятой Богородицы (Куртан)
Церковь Пресвятой Богородицы (арм. Սուրբ Աստվածածին եկեղեցի; Сурб Аствацацин, Куртанская церковь Богоматери) — армянская церковь V века, расположенная на юго—западе села Куртан Лорийской области Армении, у дороги.

## История
В 1982—1984 годах была произведена полная реставрация. Восстановлены стены молельного зала, кровля с арками, карниз, стены юго—западного угла, хранилище, пол и алтарь. Архиепископ Сепух Чулджян, глава Гугарацкой епархии ААЦ, в 2017 году повторно освятил церковь.
По рассказам местных жителей, церковь была взорвана в 30-х годах 20-го века, в результате чего частично обрушились стены и была снесена каменная крыша.

## Устройство церкви
Церковь является одной из немногих сооружений, где отчетливо виден переход от архитектурных форм V века к классическим формам VII века. Однонефная базилика представляет собой сводчатый зал с двускатной крышей. В церкви есть подковообразный алтарь, а размеры восточно—западного зала составляют 12,80 х 5,25 м. С южной стороны находится хранилище квадратной планировкой и общая стена, которая показывает, что оно было построено в то же время, что и церковь. Вход в полукруглую скинию находится спереди алтаря и освещается отдельными окнами как на восточной, так и на южной стенах.
Полуцилиндрический неф церкви укреплен парой арок, поднимающихся из прямоугольной кладки. Есть три входа: западный, южный и северный. Западный расположен на продольной оси, а южный и северный отклоняются друг от друга и от средней линии стен. Неф освещают восемь окон с большими проемами, типичными для раннего средневековья, которые расширяются внутрь.
В 6 метрах к югу от церкви, на уровне западного фасада, находится базальтовая колокольня с высоким постаментом на четырех столбах квадратного основания, построенная в более поздний период.

## Галерея

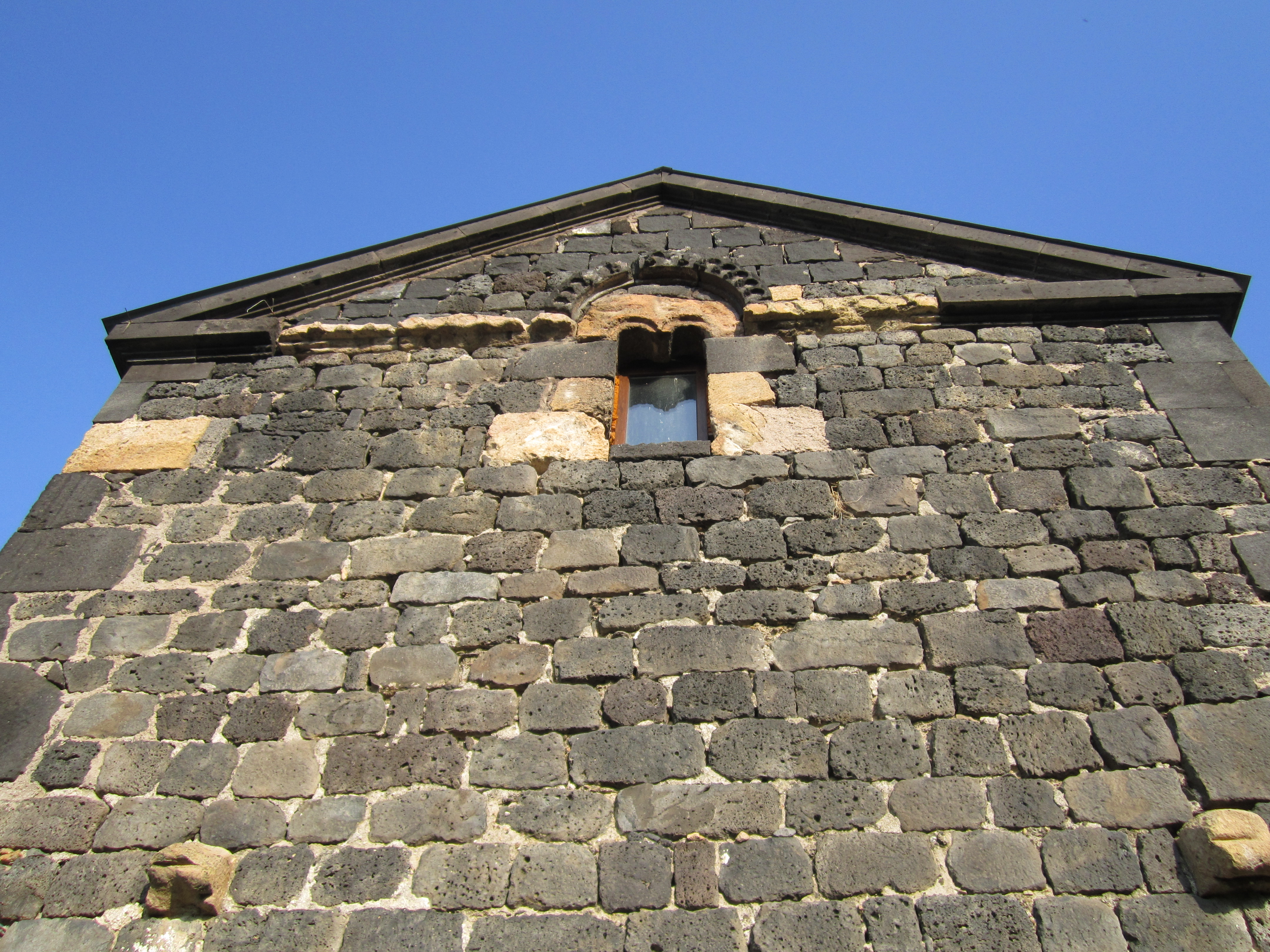
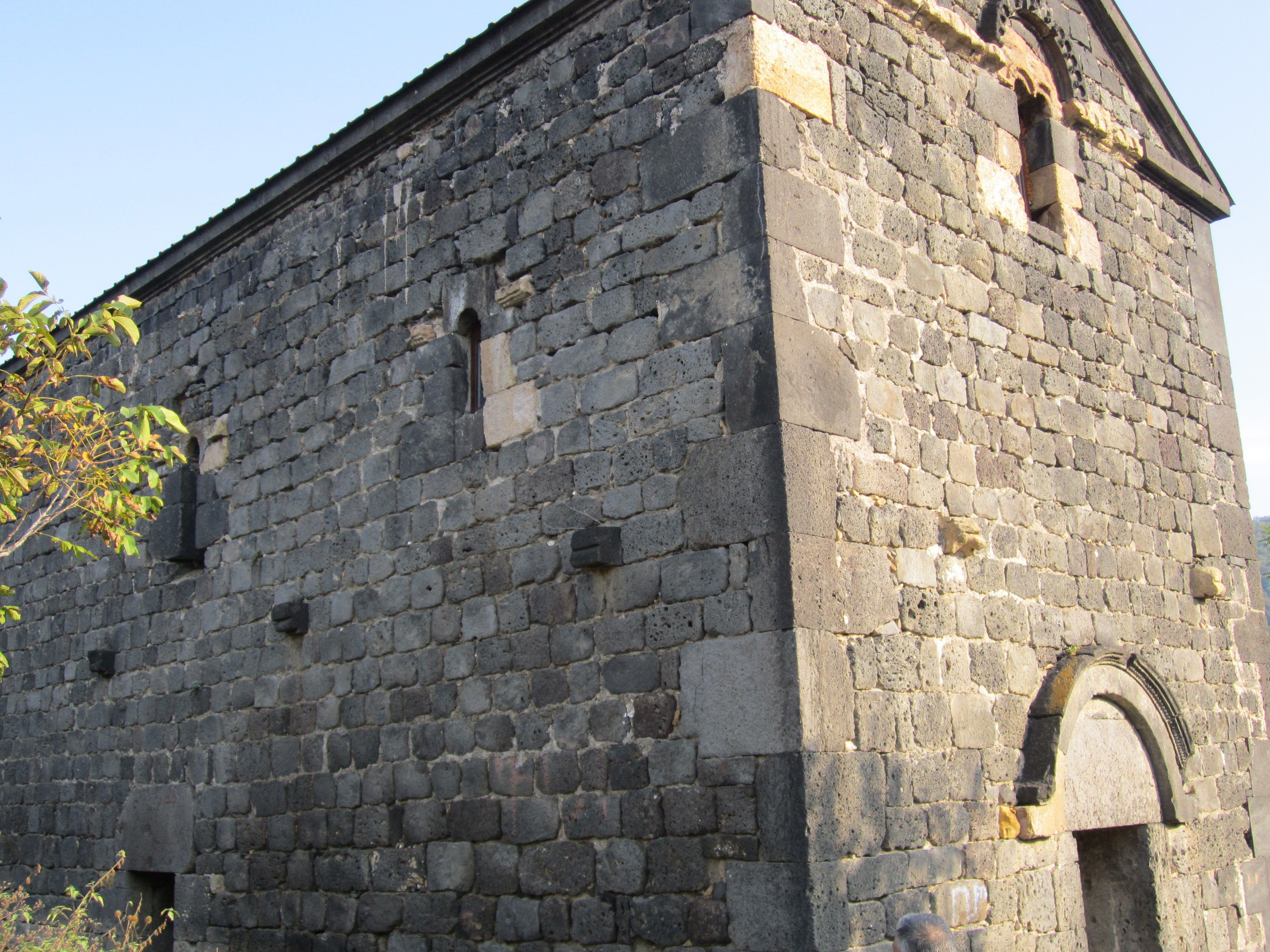
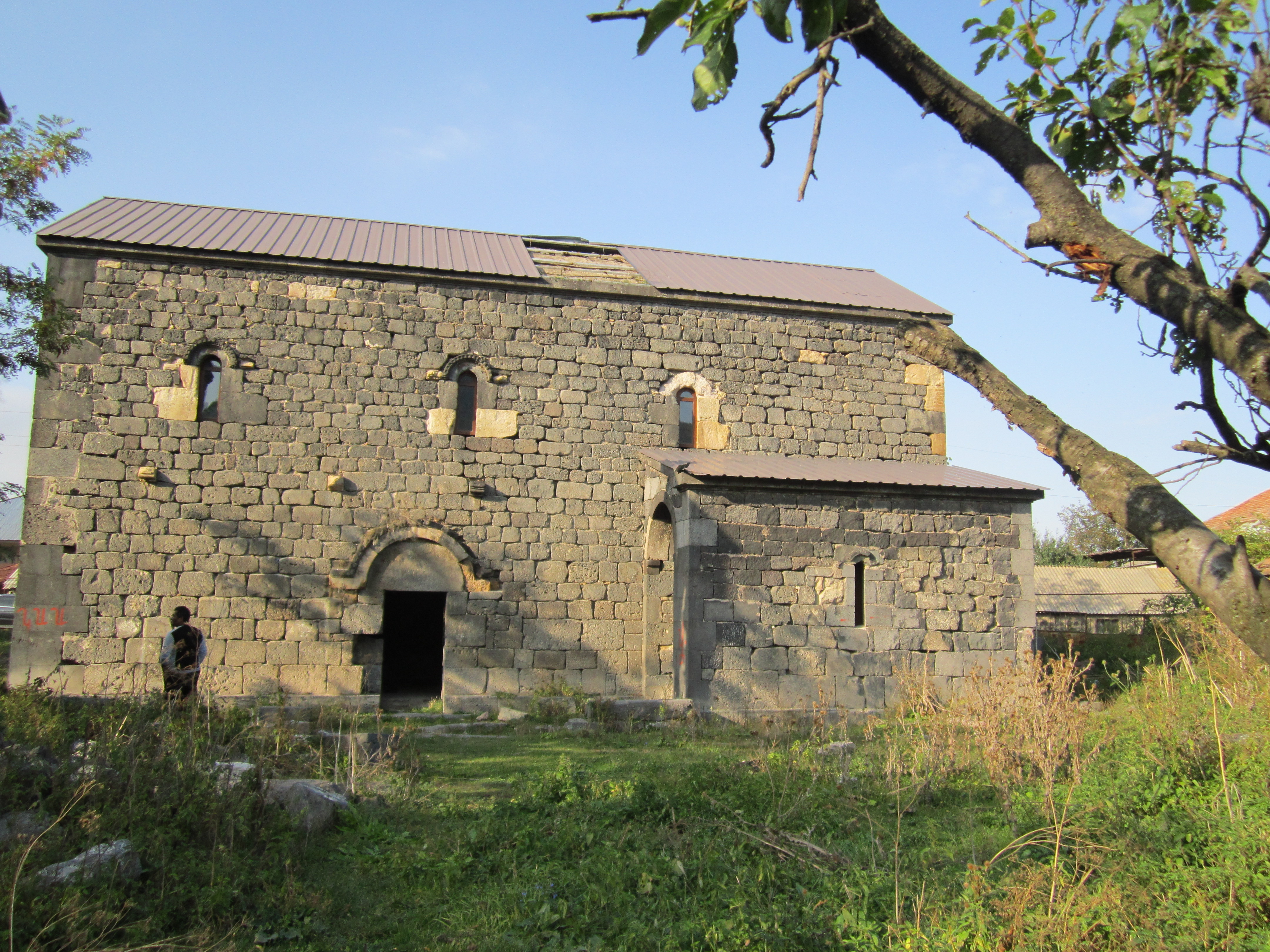
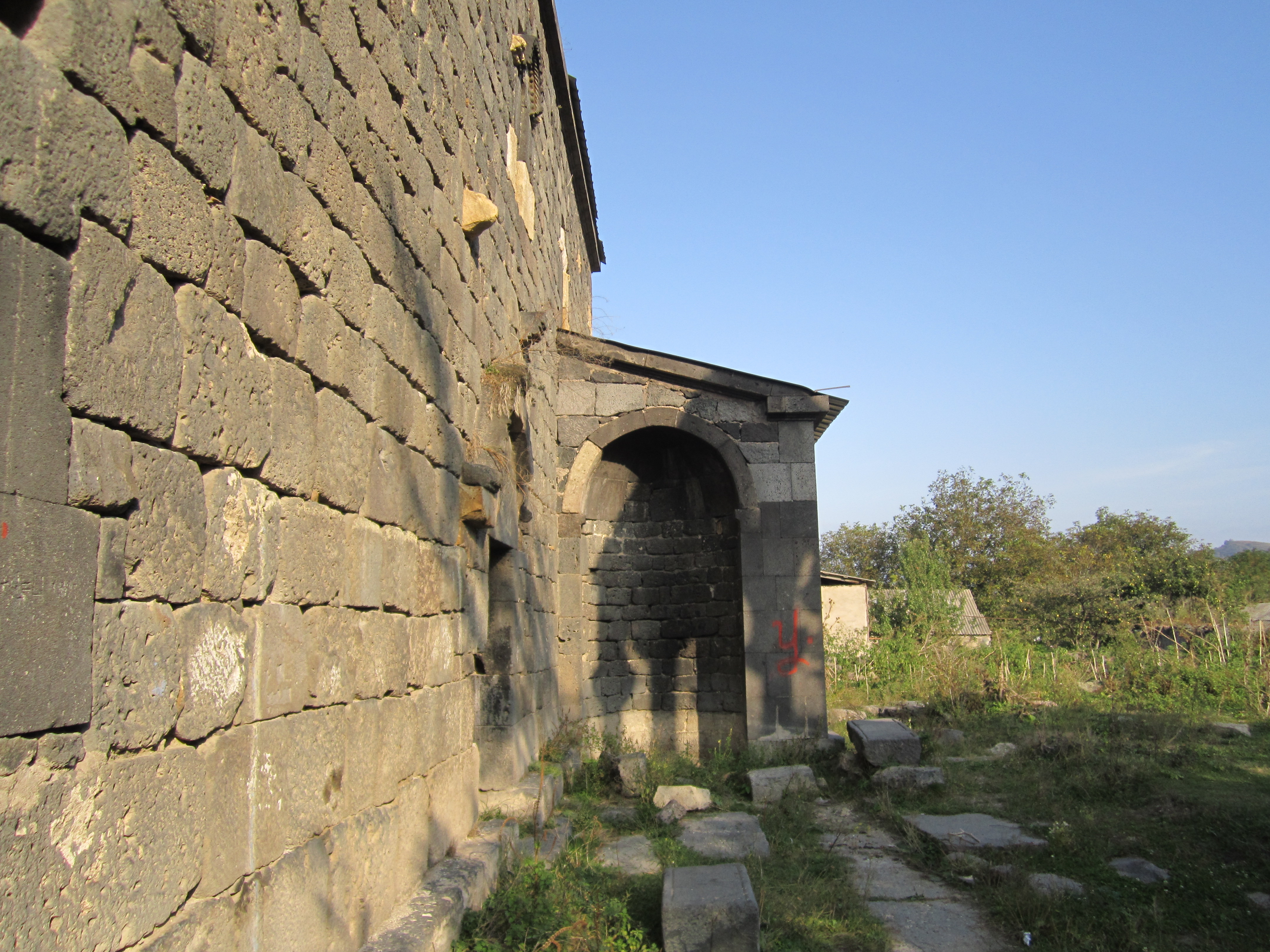
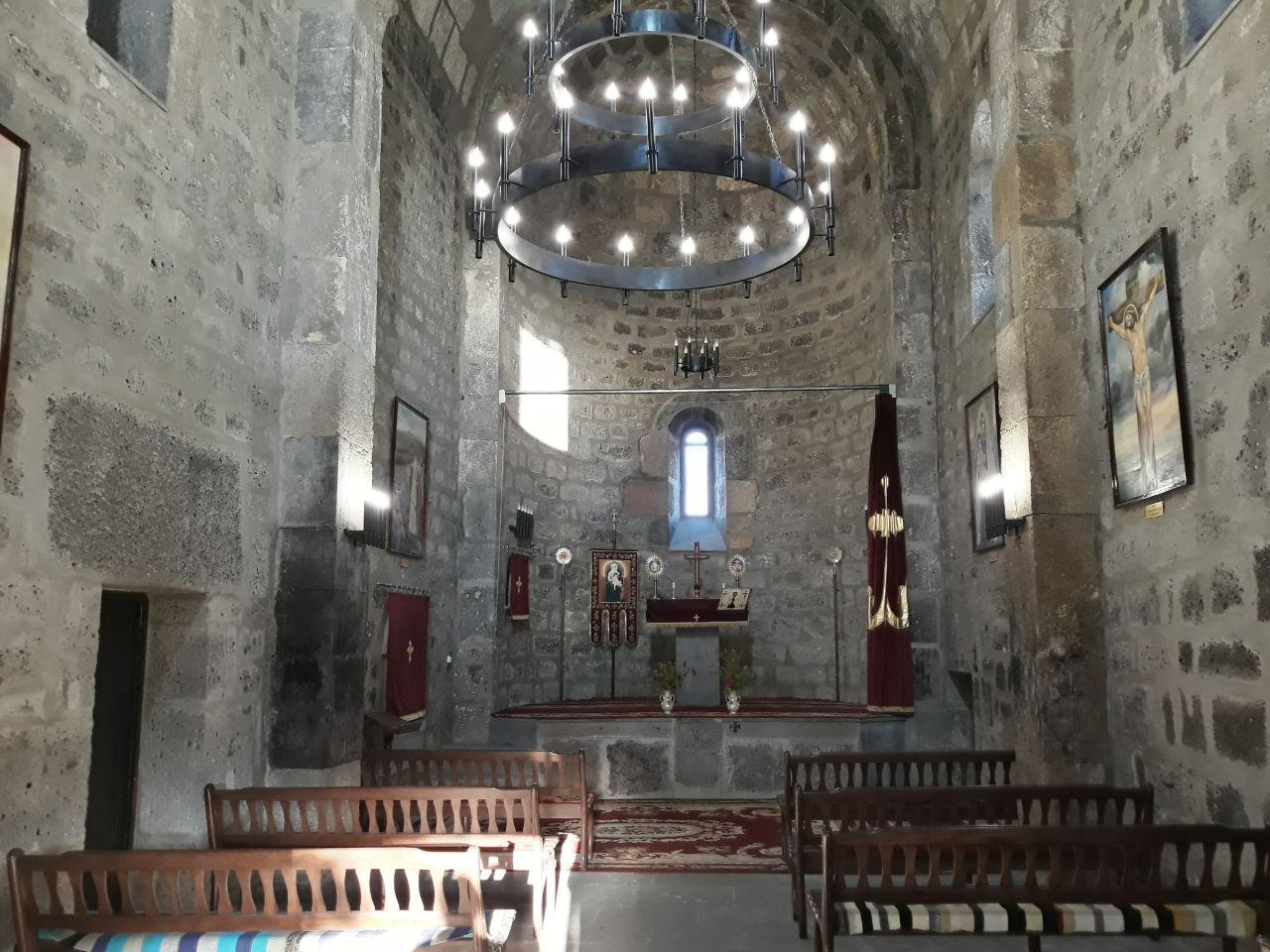
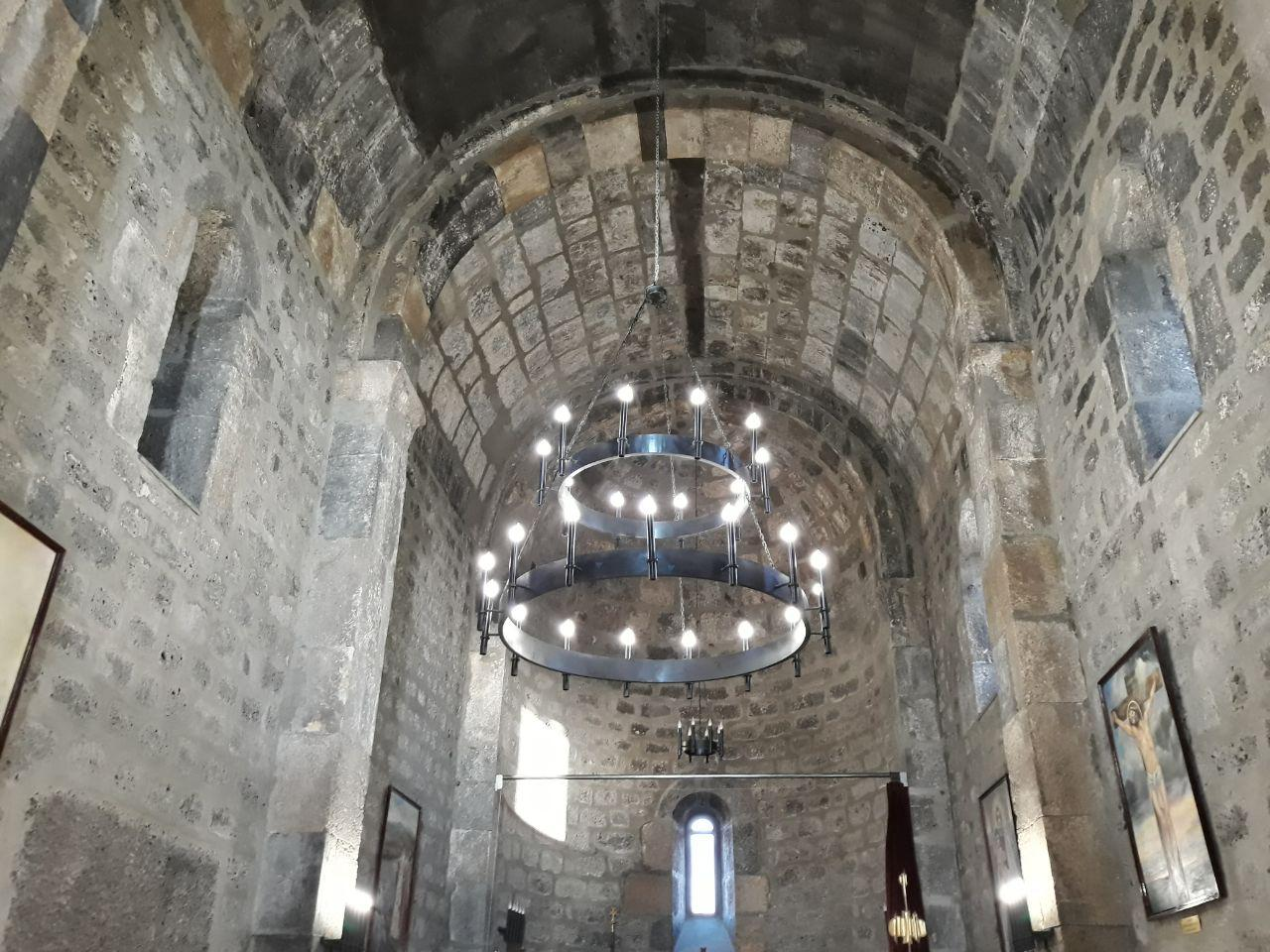
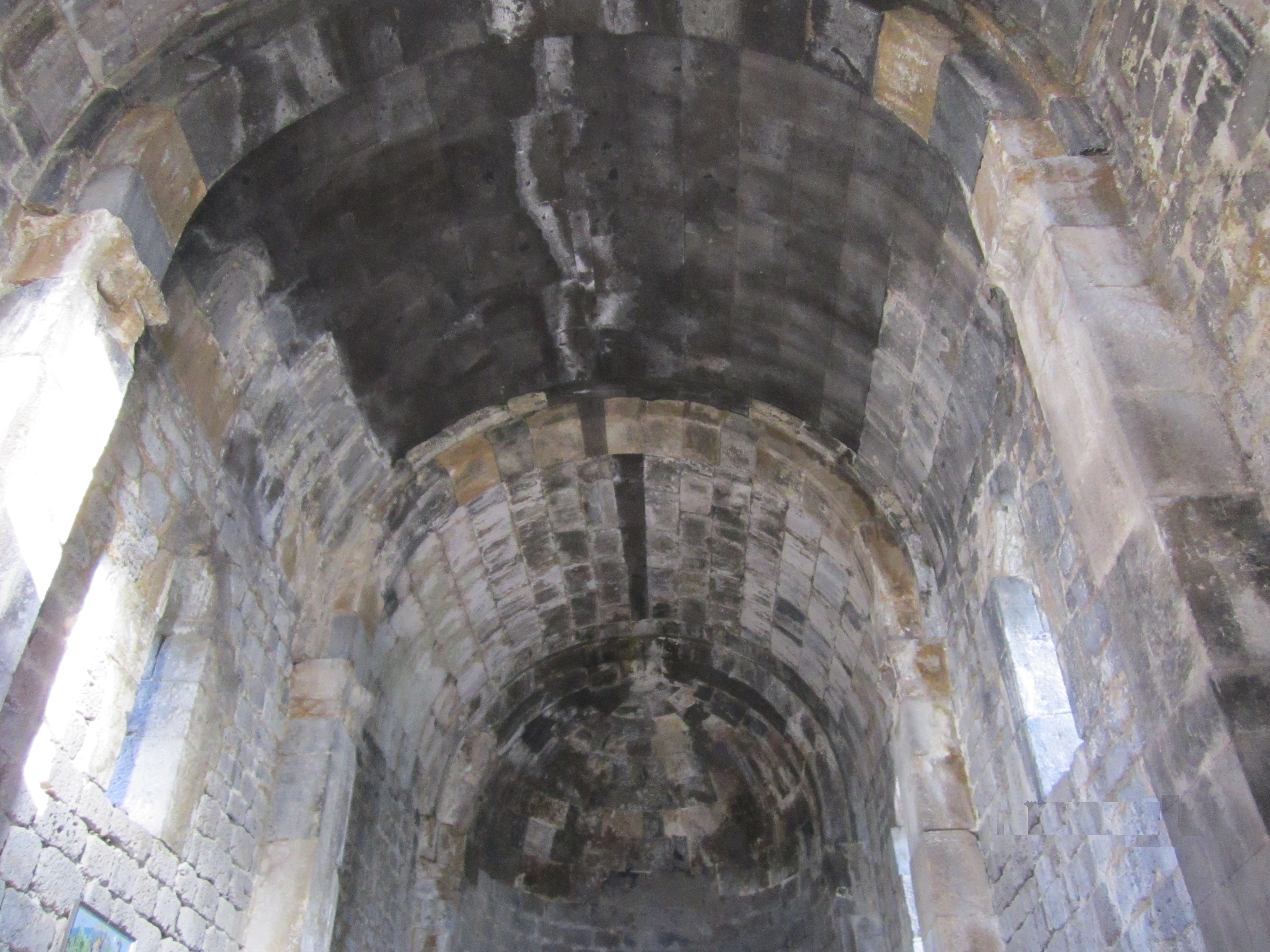
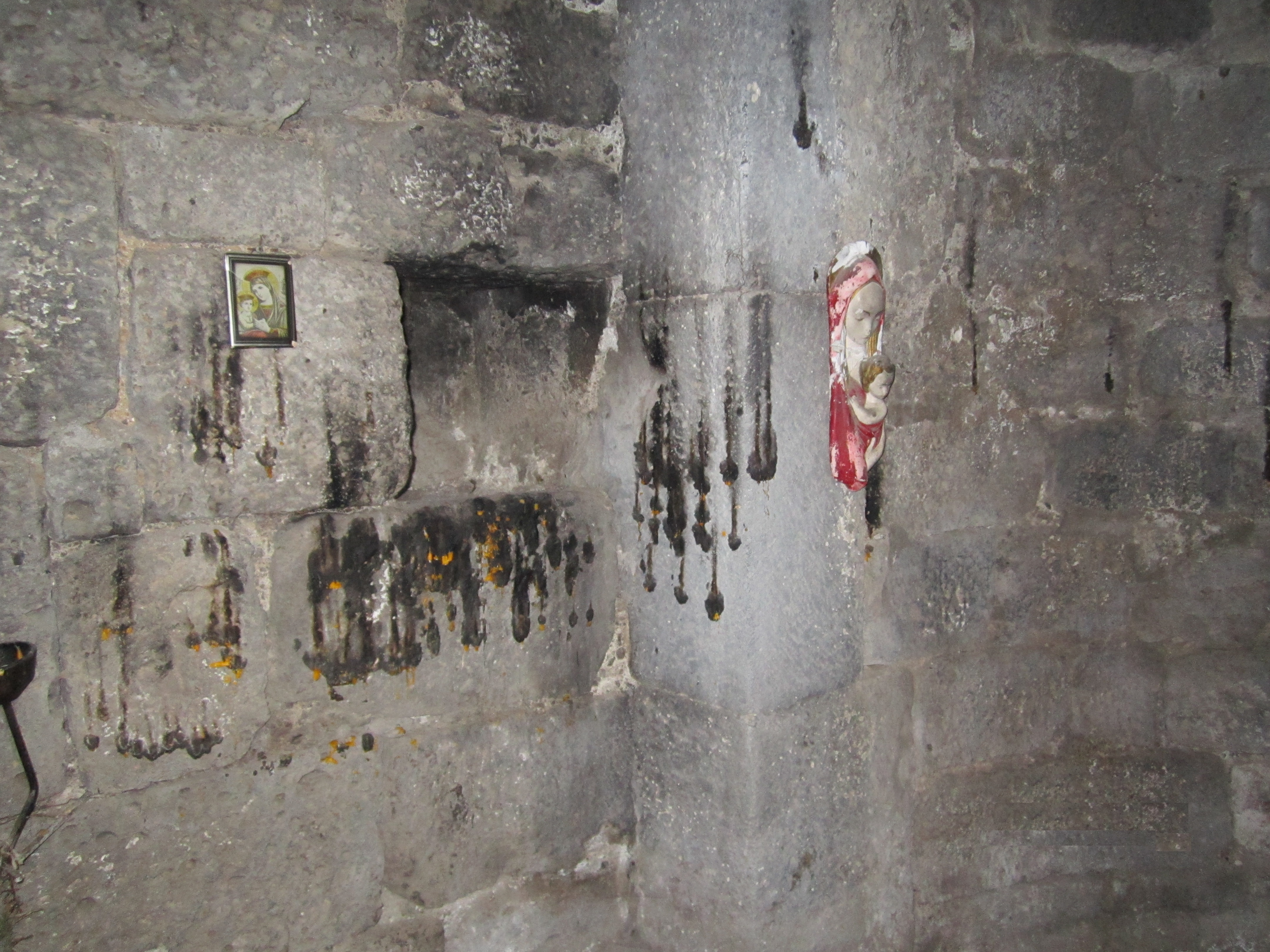
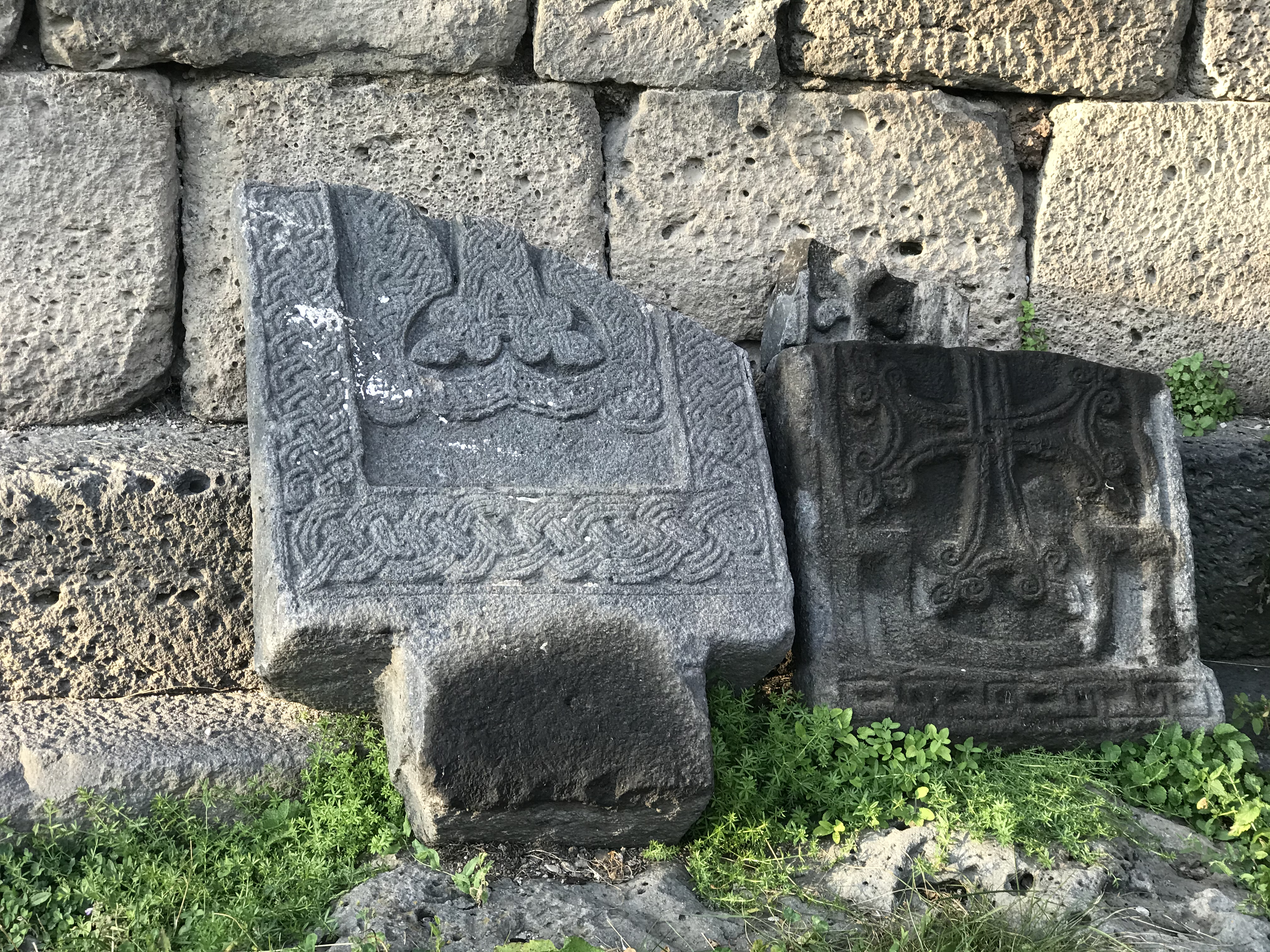
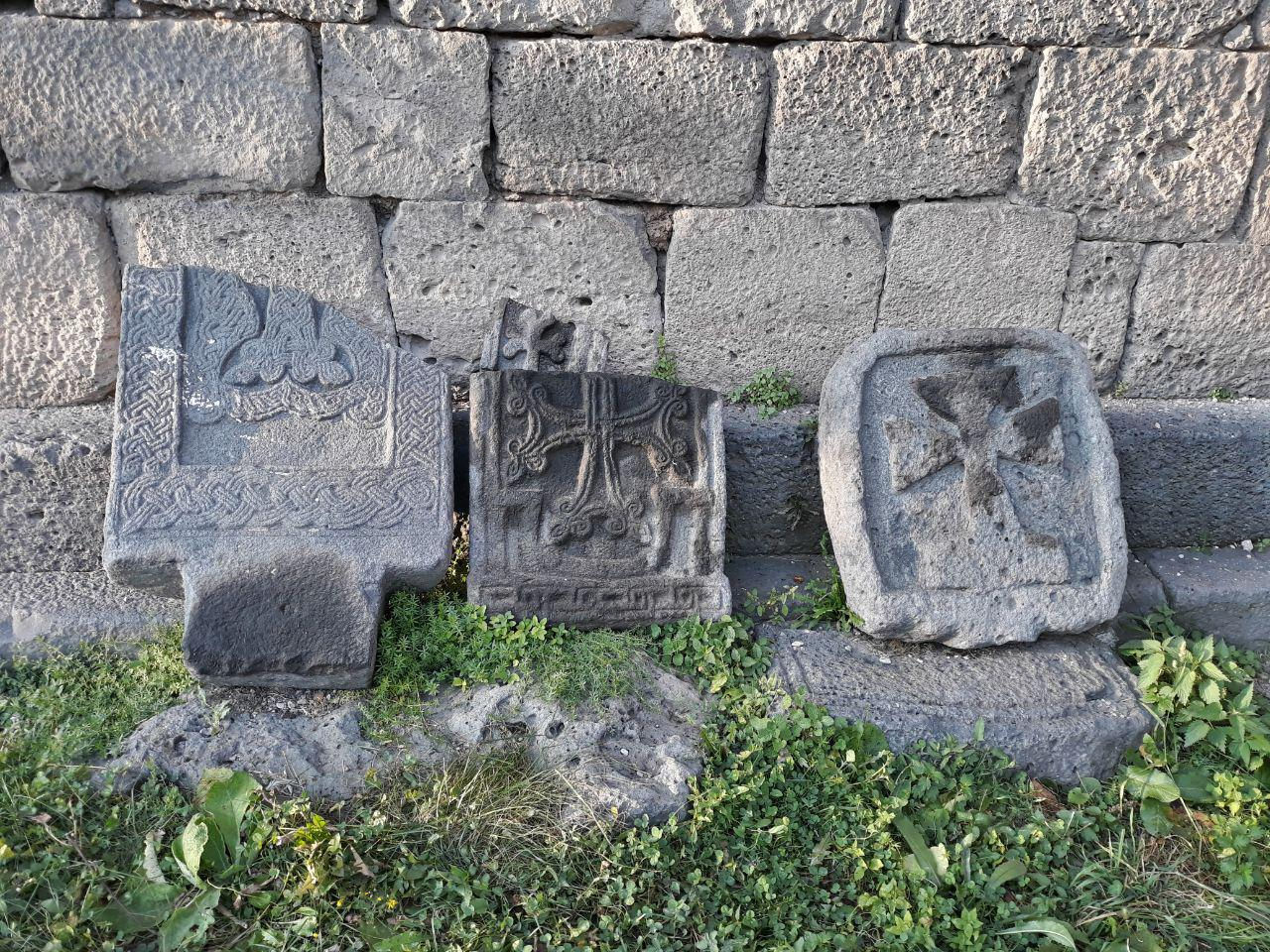